# Вест-Агдер
Вест-А́гдер (норв. Vest-Agder) — бывшая норвежская губерния (фюльке). Расположена в Южной Норвегии, на побережье Атлантики. Административный центр — город Кристиансанн. Граничила с фюльке Ругаланн с запада и Эуст-Агдер на востоке.
Упразднена 1 января 2020 года, слилась с фюльке Эуст-Агдер с созданием фюльке Агдер.

## География
По территории фюльке протекает река Товдалсэльва.

## Административно-территориальное деление
Вест-Агдер подразделяется на 15 коммун:
1. Осерал
2. Эуднедал
3. Фарсунн
4. Флеккефьорд
5. Хегебустад
6. Кристиансанн
7. Квинесдал
8. Линнеснес
9. Люнгдал
10. Мандал
11. Марнардал
12. Сирдал
13. Сёгне
14. Сонгдален
15. Веннесла